# Paul Weller
Paul John Weller, ursprungligen John William Weller, född 25 maj 1958 i Sheerwater nära Woking, Surrey, är en brittisk gitarrist, sångare och låtskrivare.  Weller grundade 1975 trion The Jam. Efter gruppens upplösande 1982 bildade han The Style Council som han spelade med under resten av 1980-talet. Sedan 1990-talet har Weller främst fortsatt som soloartist. 2010 prisades han på Ivor Novello Awards för sin livsgärning inom musik.

## Musikalisk karriär
1975 bildade Paul Weller gruppen The Jam, vilka skivdebuterade 1977. Han var gruppens självklare ledare och frispråkige talesman till dess att han upplöste gruppen hösten 1982. Orsaken var att Weller ville utveckla sig musikaliskt åt både soul och psykedelia och kände han inte kunde komma längre med The Jam. 
Tillsammans med Mick Talbot (f.d. Merton Parkas) bildade han i februari 1983 The Style Council som nästan enbart utgick från svart musik. Man blandade friskt med lån från soul, jazz, hiphop och electro. Senare utvecklades sig The Style Council mot mer renodlad pop och i synnerhet på skivan Our Favourite Shop (1985) kritiserar Weller skarpt regeringen Thatchers politik. Paul Weller har under hela sin karriär varit uttalad vänsteranhängare. Han var en av arkitekterna bakom kampanjen Red Wedge, där man skulle förmå förstagångsväljare att rösta på Labour inför valet 1987 (det misslyckades dock). 
Mot slutet av 1980-talet drog The Style Council mot easy listening och musiken blev mer spretig, till skivbolaget Polydors stora förargelse. När Weller 1989 presenterade ett houseinspirerat album blev detta för mycket och skivbolaget sparkade Style Council. Deras försäljningssiffror hade också dalat under loppet av 1980-talet och man upplöste gruppen i mars 1990. Utöver Weller och Talbot hade D C Lee (sång) och Steve White (trummor) varit fasta medlemmar i gruppen. Weller gifte sig 1986 med Lee och de fick en son några år senare. Efter motgångarna drog sig Weller tillbaka en period och jobbade med nytt material. 
1991 började han turnera under namnet "The Paul Weller Movement", vilket egentligen var Weller solo. På skivbolaget Go!Discs! debuterade Weller som soloartist 1992. Därefter släppte han en rad album där han tog intryck av sena 60-talsgrupper som Small Faces, Traffic och Free. Även om vissa bedömare menade att Weller uppvisade en viss fantasilöshet med denna "tradrock" så byggde han under 1990-talet icke desto mindre upp en solid publik i sitt hemland. Under smeknamnet "The modfather" har Weller via The Jam inspirerat en rad nyare grupper under 1990- och 2000-tal. Under närmare 35 år hade han sin far John (1931 - 2009) som manager. Weller som person har bland annat skildrats i biografin Paul Weller: The Changing Man (2007) skriven av den mångårige vännen Paolo Hewitt som Weller av okänd anledning brutit med i februari 2006 efter närmare 30 års bekantskap.

## Diskografi, solo
Studioalbum
- 1992 – Paul Weller
- 1993 – Wild Wood
- 1995 – Stanley Road
- 1997 – Heavy Soul
- 2000 – Heliocentric
- 2002 – Illumination
- 2004 – Studio 150
- 2005 – As Is Now
- 2006 – Catch-Flame!
- 2008 – 22 Dreams
- 2010 – Wake Up the Nation
- 2012 – Sonik Kicks
- 2015 – Saturns Pattern
- 2017 – A Kind Revolution
- 2018 – True Meanings
- 2020 – On Sunset
- 2021 –  Fat Pop (volume one)
- 2021 – An Orchestrated Songbook

Livealbum
- 1994 – Live Wood
- 2001 – Days of Speed
- 2006 – Catch-Flame!
- 2008 – Live at the Royal Albert Hall
- 2011 – Find the Torch, Burn the Plans
- 2019 – Other Aspects – Live at the Royal Festival Hall